# Isocheles
Isocheles is een geslacht van kreeftachtigen uit de klasse van de Malacostraca (hogere kreeftachtigen).

## Soorten
- Isocheles aequimanus (Dana, 1852)
- Isocheles pacificus Bouvier, 1907
- Isocheles pilosus (Holmes, 1900)
- Isocheles sawayai Forest & de Saint Laurent, 1968
- Isocheles wurdemanni Stimpson, 1859